# سيلفيا بلامنفيلد
سيلفيا بلامنفيلد (بالإسبانية: Silvia Blumenfeld) هي سيدة أعمال وعالمة نبات وأحيائية أرجنتينية، ولدت في 1949.